# Departamento de Quemú Quemú
Departamento de Quemú Quemú är en kommun i Argentina.   Den ligger i provinsen La Pampa, i den centrala delen av landet, 500 km väster om huvudstaden Buenos Aires.
Trakten runt Departamento de Quemú Quemú består till största delen av jordbruksmark. Runt Departamento de Quemú Quemú är det mycket glesbefolkat, med 3 invånare per kvadratkilometer.